# Lekkoatletyka na Letnich Igrzyskach Olimpijskich 1960 – bieg na 80 m przez płotki kobiet
Bieg na 80 metrów przez płotki kobiet podczas XVII Letnich Igrzysk Olimpijskich w Rzymie rozegrano 31 sierpnia (eliminacje i półfinały) i 1 września 1960 (finał) na Stadio Olimpico. Zwyciężczynią została reprezentantka Związku Radzieckiego Irina Press, która w półfinale ustanowiła nowy rekord olimpijski z czasem 10,6 s.

## Rekordy

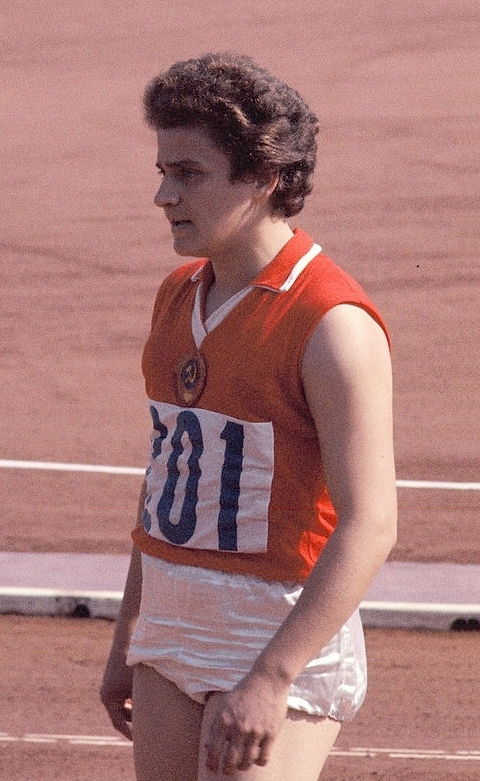
Irina Press

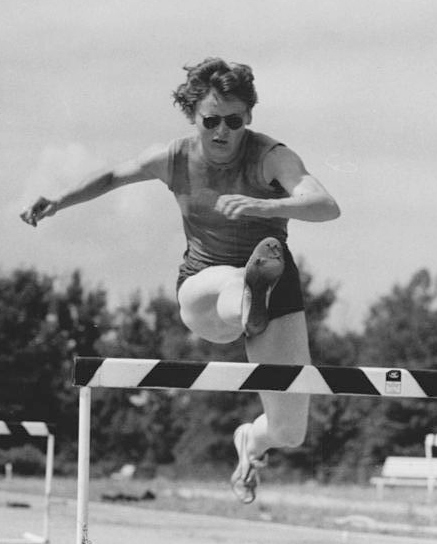
Gisela Birkemeyer

|                   | Zawodniczka        | Narodowość | Czas | Data                   | Miejsce   |
| ----------------- | ------------------ | ---------- | ---- | ---------------------- | --------- |
| Rekord świata     | Gisela Birkemeyer  | NRD        | 10,5 | 24 lipca 1960(dts)     | Lipsk     |
| Rekord olimpijski | Shirley Strickland | Australia  | 10,7 | 28 listopada 1956(dts) | Melbourne |

## Wyniki
| Poz. - pozycja |
| – rekord świata \| – rekord krajowy \| – rekord życiowy \| = – wyrównany rekord życiowy \| · – najlepszy wynik w sezonie \| = – wyrównany najlepszy wynik w sezonie \| – rekord olimpijski |
| Fn – falstart \| DNF – nie ukończyła \| DNS – nie wystartowała \| DSQ – zdyskwalifikowana                                                                                                  |

### Eliminacje
Rozegrano sześć biegów eliminacyjnych. Do półfinałów awansowały po dwie najlepsze zawodniczki z każdego biegu (Q).

#### Bieg 1
Wiatr: +0,4 m/s
| Poz. | Zawodniczka           | Narodowość        | Rezultat | Uwagi |
| ---- | --------------------- | ----------------- | -------- | ----- |
| 1    | Irina Press           | ZSRR              | 10,7     | Q     |
| 2    | Carole Quinton        | Wielka Brytania   | 10,9     | Q, =  |
| 3    | Draga Stamejčič       | Jugosławia        | 11,3     |       |
| 4    | Ulla-Britt Wieslander | Szwecja           | 11,5     |       |
| 5    | Irene Robertson       | Stany Zjednoczone | 11,6     |       |

#### Bieg 2
Wiatr: –0,5 m/s
| Poz. | Zawodniczka      | Narodowość      | Rezultat | Uwagi |
| ---- | ---------------- | --------------- | -------- | ----- |
| 1    | Mary Bignal      | Wielka Brytania | 11,2     | Q     |
| 2    | Norma Thrower    | Australia       | 11,4     | Q     |
| 3    | Sneżana Kerkowa  | Bułgaria        | 11,6     |       |
| 4    | Wanda dos Santos | Brazylia        | 11,7     |       |
| 5    | Bertha Díaz      | Kuba            | 11,7     |       |

#### Bieg 3
Wiatr: –0,4 m/s
| Poz. | Zawodniczka     | Narodowość        | Rezultat | Uwagi |
| ---- | --------------- | ----------------- | -------- | ----- |
| 1    | Rimma Koszelowa | ZSRR              | 11,1     | Q     |
| 2    | Denise Guénard  | Francja           | 11,2     | Q     |
| 3    | Alena Stolzová  | Czechosłowacja    | 11,4     |       |
| 4    | Jo Ann Terry    | Stany Zjednoczone | 11,4     |       |
| –    | Mária Bácskai   | Węgry             | DNS      |       |

#### Bieg 4
Wiatr: –0,5 m/s
| Poz. | Zawodniczka       | Narodowość      | Rezultat | Uwagi |
| ---- | ----------------- | --------------- | -------- | ----- |
| 1    | Gisela Birkemeyer | Niemcy          | 11,2     | Q     |
| 2    | Barbara Sosgórnik | Polska          | 11,4     | Q     |
| 3    | Pat Nutting       | Wielka Brytania | 11,5     |       |
| 4    | Sally McCallum    | Kanada          | 11,7     |       |
| 5    | Friedl Murauer    | Austria         | 11,9     |       |

#### Bieg 5
Wiatr: –0,5 m/s
| Poz. | Zawodniczka         | Narodowość | Rezultat | Uwagi |
| ---- | ------------------- | ---------- | -------- | ----- |
| 1    | Karin Richert       | Niemcy     | 11,2     | Q     |
| 2    | Teresa Wieczorek    | Polska     | 11,3     | Q     |
| 3    | Simone Brièrre      | Francja    | 11,6     |       |
| 4    | Gloria Cooke-Wigney | Australia  | 11,7     |       |

#### Bieg 6
Wiatr: –0,4 m/s
| Poz. | Zawodniczka     | Narodowość        | Rezultat | Uwagi |
| ---- | --------------- | ----------------- | -------- | ----- |
| 1    | Zenta Kopp      | Niemcy            | 10,9     | Q     |
| 2    | Galina Bystrowa | ZSRR              | 11,1     | Q     |
| 3    | Letizia Bertoni | Włochy            | 11,4     |       |
| 4    | Shirley Crowder | Stany Zjednoczone | 12,3     |       |
| 5    | Chi Cheng       | Tajwan            | 12,6     |       |

### Półfinały
Rozegrano dwa biegi półfinałowe. Do finału awansowały po trzy najlepsze zawodniczki z każdego biegu (Q).

#### Bieg 1
Wiatr: –0,9 m/s
| Poz. | Zawodniczka       | Narodowość      | Rezultat | Uwagi |
| ---- | ----------------- | --------------- | -------- | ----- |
| 1    | Galina Bystrowa   | ZSRR            | 11,0     | Q     |
| 2    | Mary Bignal       | Wielka Brytania | 11,0     | Q     |
| 3    | Rimma Koszelowa   | ZSRR            | 11,1     | Q     |
| 4    | Karin Richert     | Niemcy          | 11,1     |       |
| 5    | Norma Thrower     | Australia       | 11,3     |       |
| 6    | Barbara Sosgórnik | Polska          | 11,3     |       |

#### Bieg 2
Wiatr: 0,0 m/s
| Poz. | Zawodniczka       | Narodowość      | Rezultat | Uwagi |
| ---- | ----------------- | --------------- | -------- | ----- |
| 1    | Irina Press       | ZSRR            | 10,6     | Q, =  |
| 2    | Gisela Birkemeyer | Niemcy          | 10,9     | Q     |
| 3    | Carole Quinton    | Wielka Brytania | 11,0     | Q     |
| 4    | Zenta Kopp        | Niemcy          | 11,0     |       |
| 5    | Teresa Wieczorek  | Polska          | 11,2     |       |
| 6    | Denise Guénard    | Francja         | 11,4     |       |

### Finał
Wiatr: 0,0 m/s
| Poz. | Zawodniczka       | Narodowość      | Rezultat | Uwagi |
| ---- | ----------------- | --------------- | -------- | ----- |
| 1    | Irina Press       | ZSRR            | 10,8     |       |
| 2    | Carole Quinton    | Wielka Brytania | 10,9     | =     |
| 3    | Gisela Birkemeyer | Niemcy          | 11,0     |       |
| 4    | Mary Bignal       | Wielka Brytania | 11,1     |       |
| 5    | Galina Bystrowa   | ZSRR            | 11,2     |       |
| 6    | Rimma Koszelowa   | ZSRR            | 11,2     |       |